# 江川悦子
江川 悦子（えがわ えつこ）は、日本の特殊メイクアーティスト。メイクアップディメンションズ代表。

## 人物
徳島県徳島市生まれ。京都女子大学短期大学部卒業。1976年、文化出版局に入社。
特殊メイクの道に進むきっかけは、映画『狼男アメリカン』で「人間が狼に変身していく」メイクに魅せられたためであった。1979年アメリカ合衆国・ハリウッドにあるJoe Blasco make-up Center 入学。同校を卒業後に映画スタジオ助手となり、映画『メタルストーム』、『デューン/砂の惑星』、『ゴーストバスターズ』、『キャプテンEO』などのプロジェクトに参加。
1986年に帰国し、日活撮影所（調布市）内に、特殊メイク制作会社メイクアップディメンションズ設立。
1987年『親鸞 白い道』で日本映画初参加。1990年から2年間日本とアメリカを往復して仕事をする。1993年、帰国。
2007年「江川悦子 - 特殊メイクの世界展 -」開催 （そごう徳島店）。2022年、第72回芸術選奨文部科学大臣賞（映画部門）受賞。2023年、第75回NHK放送文化賞受賞。
専門学校東京ビジュアルアーツ特殊メイク学科特殊メイク専攻・特殊造型専攻特別顧問講師。

## 出演

### テレビ
- 2000年1月4日 - 『課外授業 ようこそ先輩「江川悦子」』（NHK総合）
- 2008年1月6日 - 『旅の香り』（テレビ朝日系列）
- 2009年1月30日 - 『中居正広の金曜日のスマたちへ』（TBS系列）
  - 3月29日 - 『旅の香り2時間30分スペシャル』（テレビ朝日系列）
  - 7月7日 - 『プロフェッショナル 仕事の流儀』「魂をゆさぶる顔は、こうして作る」（NHK総合）[2]
  - 12月31日 - 『奇跡体験!アンビリバボー・大みそか一夜限りの衝撃生放送SP』（フジテレビ系列）
- 2011年8月4日 - 『モーニングバード』-Aウーマン-（テレビ朝日系列）

### テレビCM
- 2000年4月 - 『セイコーエプソンなかったら1から創ればいい』

## 参加作品

### 映画
- シライサン（2020年1月10日、安達寛貴監督） - 特殊メイクスーパーバイザー
- 信虎（2021年11月12日、金子修介監督） - 特殊メイクスーパーバイザー
- 月（2023年10月13日、石井裕也監督） - 特殊メイクスーパーバイザー
- 首（2023年11月23日、北野武監督） - 特殊メイク/特殊造形スーパーバイザー
- もしも徳川家康が総理大臣になったら（2024年7月26日、武内英樹監督） - 特殊メイクスーパーバイザー

### 配信ドラマ
- 地面師たち（2024年7月25日、大根仁監督） - 特殊メイク・造型スーパーバイザー

## 参考資料
- “第124回 江川悦子”. プロフェッショナル 仕事の流儀. 7 July 2009. NHK総合.
- 1000人以上を獣・ゾンビ・妖怪に変身させている先生